# فرهاد سالاری‌پور
فرهاد سالاری‌پور (زاده ۲۹ ژانویهٔ ۱۹۸۷)  کاپیتان و دفاع چپ مس کرمان  اهل ایران است.
```
عضو سابق باشگاه مس کرمان است
```